# Wakha
Der Wakha ist ein etwa 71 km langer rechter Nebenfluss des Suru im indischen Unionsterritorium Ladakh.

## Verlauf
Der Wakha entspringt im Himalaya 30 km nordnordöstlich des Pensi-La-Passes. Er fließt in überwiegend nördlicher Richtung. Die nationale Fernstraße NH 1D (Kargil–Lamayuru) führt vom Namika-La-Pass hinab ins Flusstal des Wakha und verläuft ab der Ortschaft Wakha entlang dem Flusslauf bis nach Kargil, wo der Wakha in den Suru mündet. Der Wakha entwässert ein etwa 989 km² großes Areal.